# Mario Puzo
 Mario Gianluigi Puzo (n. 15 octombrie 1920, New York City, New York, SUA – d. 2 iulie 1999, Long Island, New York, SUA) a fost un autor și scenarist italo-american, câștigător a două premii Oscar, cunoscut în special pentru romanele sale despre mafie, și în special pentru "Nașul" (1969), roman care l-a consacrat și pe care l-a adaptat cinematografic, într-o trilogie foarte apreciată de criticii de film, împreună cu Francis Ford Coppola.

## Viața
Puzo s-a născut într-o familie săracă de imigranți italieni ce trăiau în cartierul Hell's Kitchen (Bucătăria Iadului) din New York. Multe cărți au această caracteristică. După absolvirea City College din New York, s-a înrolat în Armata Aeriană a Statelor Unite ale Americii în timpul celui de-al doilea război mondial. Din cauza vederii slabe, nu a luptat efectiv pe front, dar a devenit ofițer de relații cu publicul, staționat în Germania. După război, a scris prima sa carte, "Arena sumbră", care a fost publicată în 1955.
Cea mai faimoasă lucrare a sa, "Nașul", a fost publicată pentru prima dată, în 1969 după ce a auzit câteva anecdote despre organizarea Mafiei, cat timp a cochetat cu jurnalismul. Mai târziu, într-un interviu cu Larry King, a declarat ca principala sa motivație a fost aceea de a face bani. Scrisese deja 2 cărți, ce au fost foarte bine primite de către critici, dar nu a câștigat foarte mult. Ca funcționar public, cu 5 copii, dorea sa scrie ceva care sa anime masele. Fiind bestseller-ul numărul 1 în lista revistei "The New York Times", Mario Puzo, și-a găsit audiența. Cartea a fost adaptata cinematografic mai târziu, în filmul "Nașul" regizat de Francis Ford Coppola. Coppola și Puzo au colaborat și la urmările acestui prim film:  "Nașul II" și "Nașul III".
Puzo a scris prima schiță a scenariului pentru filmul "Cutremur" din 1974, la care nu a mai putut continua, din cauza dedicării sale complete pentru "Nașul II". Puzo a fost de asemenea co-autor la filmul lui  Richard Donner, "Superman: Filmul" și a scris scenariul original pentru "Superman II".
Puzo nu a apucat sa vadă publicarea penultimei sale cărți, "Omerta", dar manuscrisul a fost terminat înaintea morții sale, ca și manuscrisul cărții "Familia". Într-o recenzie publicată inițial în "San Francisco Chronicle", Jules Siegel, ce a lucrat îndeaproape cu Puzo, nu a crezut că Mario Puzo a terminat "Omerta" și a spus că această carte a fost terminată de altcineva.
Puzo a murit din cauza unei insuficiente respiratorii, la 2 iulie 1999, în casa sa din Bay Shore, Long Island, New York. Familia sa locuiește acum în East Islip, New York.

## Scrieri
- "The Dark Arena" (Arena sumbră) - 1955
- "The Fortunate Pilgrim" - 1965
- "The Godfather" (Nasul) - 1969
- "Fools Die" (Moartea Nebunilor) - 1978
- "The Sicilian" (Sicilianul) - 1984
- "The Fourth K" (Al patrulea K) - 1990
- "The Last Don" (Ultimul Don) - 1996
- "Omerta" - 2000
- "The Family" (Familia) - 2001

## Filme
- The Godfather (Nasul) - 1972
- The Godfather Part II (Nasul partea a II-a) - 1974
- Earthquake - 1974
- Superman: The Movie - 1978
- Superman II - 1980
- The Godfather Part III (Nasul partea a III-a) - 1990
- Christopher Columbus: The Discovery (Cristopher Columbus: Descoperirea) - 1992
- The Last Don - 1997
- The last Don II - 1998